# Naklo (Slovénie)
Naklo (allemand : Naklas) est une commune située dans la région historique de la Haute-Carniole au nord-ouest de la Slovénie.

## Géographie
La commune est située juste au nord de la ville de Kranj dans la vallée de la rivière Save. Cette région est située entre les Alpes juliennes et les Alpes kamniques.

### Villages
Les localités qui composent la commune sont Bistrica, Cegelnica, Gobovce, Malo Naklo, Naklo, Okroglo, Podbrezje, Polica, Spodnje Duplje, Strahinj, Zadraga, Zgornje Duplje et Žeje.

## Démographie
Entre 1999 et 2021, la population de la commune a un peu augmenté pour atteindre une population légèrement supérieure à 5 000 habitants,.
Évolution démographique
| 1999  | 2000  | 2001  | 2002  | 2003  | 2004  | 2005  | 2006  | 2007  |
| ----- | ----- | ----- | ----- | ----- | ----- | ----- | ----- | ----- |
| 4 827 | 4 863 | 4 905 | 4 952 | 5 010 | 5 028 | 5 038 | 5 053 | 5 133 |
| 2008  | 2009  | 2010  | 2011  | 2012  | 2013  | 2014  | 2015  | 2016  |
| 5 192 | 5 164 | 5 229 | 5 255 | 5 278 | 5 337 | 5 288 | 5 299 | 5 283 |
| 2017  | 2018  | 2019  | 2020  | 2021  |       |       |       |       |
| 5 350 | 5 377 | 5 422 | 5 384 | 5 431 |       |       |       |       |